# Tiszteletbeli Arany Medve
A Tiszteletbeli Arany Medve (németül: Goldener Ehrenbär) a Berlini Nemzetközi Filmfesztiválon 1982 óta alkalmi jelleggel kiosztott különdíj, amellyel a filmvilág fontos alakjai előtt tisztelegnek. Neves, kiemelkedő tehetségű filmes alkotók kaphatják meg kimagasló teljesítményük, többnyire kivételes művészi pályafutásuk elismeréseként.
A díj odaítéléséről nem zsűri, hanem a fesztivál vezetősége dönt, amely a nyertes személyét az adott fesztivál előtt közzé teszi.
A Renée Sintenis szobrászművész által tervezett, a fesztivál fődíjával azonos aranyozott bronz szobrocskát ünnepélyes keretek között adják át a rendezvény díszvendégének, akinek fontosabb alkotásaiból válogatást vetítenek a Berlinale és a Deutsche Kinemathek – Museum für Film und Fernsehen közös szekciója, a Homage keretében.
A díjat első alkalommal James Stewart Oscar-díjas amerikai színész, a Hitchcock- és Capra-filmek kedvelt szereplője vehette át. Ezt követően 1988 és 1990 között, majd 1993-tól – 2021 kivételével – évente ítélték oda.

## Díjazottak
| Év           | Kép                    | Díjazott                           | Foglalkozás                          | Ország                               | Megj.  |
| ------------ | ---------------------- | ---------------------------------- | ------------------------------------ | ------------------------------------ | ------ |
|              |                        |                                    |                                      |                                      |        |
| 1980-as évek |                        |                                    |                                      |                                      |        |
| 1982         | James Stewart          | James Stewart                      | színész                              | Amerikai Egyesült Államok            | [ 1 ]  |
| 1988         | Sir Alec Guinness      | Alec Guinness                      | színész                              | Egyesült Királyság                   | [ 2 ]  |
| 1989         | Dustin Hoffman         | Dustin Hoffman                     | színész                              | Amerikai Egyesült Államok            | [ 3 ]  |
| 1990-es évek |                        |                                    |                                      |                                      |        |
| 1990         | Oliver Stone           | Oliver Stone                       | filmrendező                          | Amerikai Egyesült Államok            | [ 4 ]  |
| 1993         | Gregory Peck           | Gregory Peck                       | színész                              | Amerikai Egyesült Államok            | [ 5 ]  |
| 1993         | Billy Wilder           | Billy Wilder                       | filmrendező                          | Amerikai Egyesült Államok · Ausztria | [ 5 ]  |
| 1994         | Sophia Loren           | Sophia Loren                       | színésznő                            | Olaszország                          | [ 6 ]  |
| 1995         | Alain Delon            | Alain Delon                        | színész                              | Franciaország                        | [ 7 ]  |
| 1996         | Elia Kazan             | Elia Kazan                         | filmrendező                          | Amerikai Egyesült Államok            | [ 8 ]  |
| 1996         | Jack Lemmon            | Jack Lemmon                        | színész                              | Amerikai Egyesült Államok            | [ 8 ]  |
| 1997         | Kim Novak              | Kim Novak                          | színésznő                            | Amerikai Egyesült Államok            | [ 9 ]  |
| 1998         | Catherine Deneuve      | Catherine Deneuve                  | színésznő                            | Franciaország                        | [ 10 ] |
| 1999         | Shirley MacLaine       | Shirley MacLaine                   | színésznő                            | Amerikai Egyesült Államok            | [ 11 ] |
| 2000-es évek |                        |                                    |                                      |                                      |        |
| 2000         | Jeanne Moreau          | Jeanne Moreau                      | színésznő                            | Franciaország                        | [ 12 ] |
| 2001         | Kirk Douglas           | Kirk Douglas                       | színész, filmrendező                 | Amerikai Egyesült Államok            | [ 13 ] |
| 2002         | Robert Altman          | Robert Altman                      | filmrendező                          | Amerikai Egyesült Államok            | [ 14 ] |
| 2002         | Claudia Cardinale      | Claudia Cardinale                  | színésznő                            | Olaszország, Tunézia                 | [ 14 ] |
| 2003         | Anouk Aimee            | Anouk Aimée                        | színésznő                            | Franciaország                        | [ 15 ] |
| 2004         | Fernando Solanas       | Fernando Solanas                   | filmrendező                          | Argentína                            | [ 16 ] |
| 2005         | Fernando Fernán Gómez  | Fernando Fernán Gómez              | színész, filmrendező forgatókönyvíró | Spanyolország                        | [ 17 ] |
| 2005         | Im Kwon-taek           | Im Gvonthek (임권택, Im Kwon-taek) | filmrendező                          | Dél-Korea                            | [ 17 ] |
| 2006         | Sir Ian McKellen       | Ian McKellen                       | színész                              | Egyesült Királyság                   | [ 18 ] |
| 2006         | Andrzej Wajda          | Andrzej Wajda                      | filmrendező                          | Lengyelország                        | [ 18 ] |
| 2007         |                        | Arthur Penn                        | filmrendező, producer                | Amerikai Egyesült Államok            | [ 19 ] |
| 2008         | Francesco Rosi         | Francesco Rosi                     | filmrendező                          | Olaszország                          | [ 20 ] |
| 2009         | Maurice Jarre 1950-ben | Maurice Jarre                      | zeneszerző, karmester                | Franciaország                        | [ 21 ] |
| 2010-es évek |                        |                                    |                                      |                                      |        |
| 2010         | Wolfgang Kohlhaase     | Wolfgang Kohlhaase                 | filmrendező                          | Németország                          | [ 22 ] |
| 2010         | Hanna Schygulla        | Hanna Schygulla                    | színésznő                            | Németország                          | [ 22 ] |
| 2011         | Armin Mueller-Stahl    | Armin Mueller-Stahl                | színész, festő, író                  | Németország                          | [ 23 ] |
| 2012         | Meryl Streep           | Meryl Streep                       | színésznő                            | Amerikai Egyesült Államok            | [ 24 ] |
| 2013         | Claude Lanzmann        | Claude Lanzmann                    | filmrendező                          | Franciaország                        | [ 25 ] |
| 2014         | Ken Loach              | Ken Loach                          | filmrendező                          | Egyesült Királyság                   | [ 26 ] |
| 2015         | Wim Wenders            | Wim Wenders                        | filmrendező                          | Németország                          | [ 27 ] |
| 2016         | Michael Ballhaus       | Michael Ballhaus                   | operatőr                             | Németország                          | [ 28 ] |
| 2017         | Milena Canonero        | Milena Canonero                    | jelmeztervező                        | Olaszország                          | [ 29 ] |
| 2018         | Willem Dafoe           | Willem Dafoe                       | színész                              | Amerikai Egyesült Államok            | [ 30 ] |
| 2019         | Charlotte Rampling     | Charlotte Rampling                 | színésznő                            | Egyesült Királyság                   | [ 31 ] |
| 2020-as évek |                        |                                    |                                      |                                      |        |
| 2020         | Helen Mirren           | Helen Mirren                       | színésznő                            | Egyesült Királyság                   | [ 32 ] |
| 2022         | Isabelle Huppert       | Isabelle Huppert                   | színésznő                            | Franciaország                        | [ 33 ] |
| 2023         | Steven Spielberg       | Steven Spielberg                   | filmrendező                          | Amerikai Egyesült Államok            | [ 34 ] |
| 2024         | Martin Scorsese        | Martin Scorsese                    | filmrendező                          | Amerikai Egyesült Államok            | [ 35 ] |

## Külső hivatkozások
- Berlinale – Hivatalos oldal (németül)(angolul)